# Chiamate 6969: taxi per signora
Chiamate 6969: taxi per signora è un film erotico (realizzato in due versioni: soft e hard) del 1981 diretto da Mario Bianchi con lo pseudonimo Alan W. Cools.

## Trama
Un tassinaro si trova, suo malgrado, ad essere condotto in una villa da una prosperosa signora che vuole fare l'amore con lui: egli non riesce a resistere, ma da quel momento una serie di altre signore vorranno avere con lui rapporti e, per di più, sono disposte pure a pagarlo.